# Sargoth
Sargoth war eine schwedische Black-Metal-Band, gegründet im Jahr 1994 in Sundsvall von Patrik Johansson und Fredrik Sundin. Das Debütalbum der Band Lay Eden in Ashes wurde 1998 veröffentlicht. Die letzte bekannte Aktivität der Gruppe war im Jahr 2002.

## Geschichte
Sargoth wurde im Januar 1994 vom Gitarristen Patrik Johansson und vom Sänger Fredrik Sundin gegründet. Der Schlagzeuger Michael Nyström, der Bassist Johan Kempe und der Gitarrist Roger Lagerlund schlossen sich bald der Band an. Lagerlund und Kempe verließen jedoch bald wieder die Band, und der Gitarrist Christian Rehn (Angtoria, Evergrey) wurde hinzugewonnen. Eine sechsspurige Demoaufnahme, Mörkrets Anlete, wurde im Frühjahr 1995 im Musikstudio Mysak eingespielt, produziert von Leif Person und veröffentlicht im selben Jahr. Im Sommer 1996 verließ Michael Nyström die Band, und der frühere Gitarrist Lagerlund kam zurück, nun als Schlagzeuger. 
Das Debütalbum Lay Eden in Ashes wurde in den Dug Out Studios in Uppsala aufgenommen und von Daniel Bergstrand gemixt, der unter anderem auch Behemoth, Meshuggah und In Flames produzierte. Das Album wurde im Jahr 1998 von Black Diamond Productions veröffentlicht und im Jahr darauf in Japan von Avalon Records. Auf der japanischen Ausgabe gibt es zwei Bonustracks Under Lucifers Banner und Into Darker Domains. Christian Rehn verließ die Band nach dem Debüt, um sich auf andere Verpflichtungen zu konzentrieren. Der Bassist Kent Hofling blieb vollwertiges Mitglied, und direkt danach wurde Olle Jansson zweiter Gitarrist der Band. Ein geplantes zweites Album Under Lucifers Banner kam nie heraus, und die Band hat sich inzwischen aufgelöst.

## Diskografie
- 1995: Mörkrets Anlete (Demoaufnahme)
- 1998: Lay Eden in Ashes (Album)

## Mitglieder

### Letzte bekannte Besetzung
- Fredrik Sundin – Gesang (1994–2002)
- Patrik Johansson – Gitarre (1994–2002)
- Kent Hofling – Bass (1999–2002)
- Olle Jansson – Gitarre (1999–2002) (auch in der Band Chaosdaemon)
- Roger Lagerlund – Gitarre (1994–1995), Schlagzeug (auch in den Bands Chaosdaemon, Impious) (1996–2002)

### Frühere Mitglieder
- Michael Nyström – Schlagzeug (auch in der Band Crebain) (1994–1996)
- Christian Rehn – Gitarre (auch in den Bands Angtoria, Evergrey, Insalubrious, Abyssos) (1995–1998)
- Johan Kempe – Bass (auch in der Band Impious) (1994–1995)
- Fredrik Högberg – Bass (auch in der Band Anubis)